# Jasmine Gross
Jasmine Gross (* 30. Mai 1998 in Portland, Oregon) ist eine US-amerikanische Volleyballspielerin.

## Karriere
Gross begann ihre Karriere an der Jesuit High School in ihrer Heimatstadt. Von 2016 bis 2017 studierte sie an der Pepperdine University und spielte in der Universitätsmannschaft. Anschließend setzte sie ihr Studium an der University of Southern California fort und spielte für die Trojans. 2020 wurde die Mittelblockerin vom deutschen Bundesligisten Schwarz-Weiss Erfurt verpflichtet.